# پنج زخم مقدس

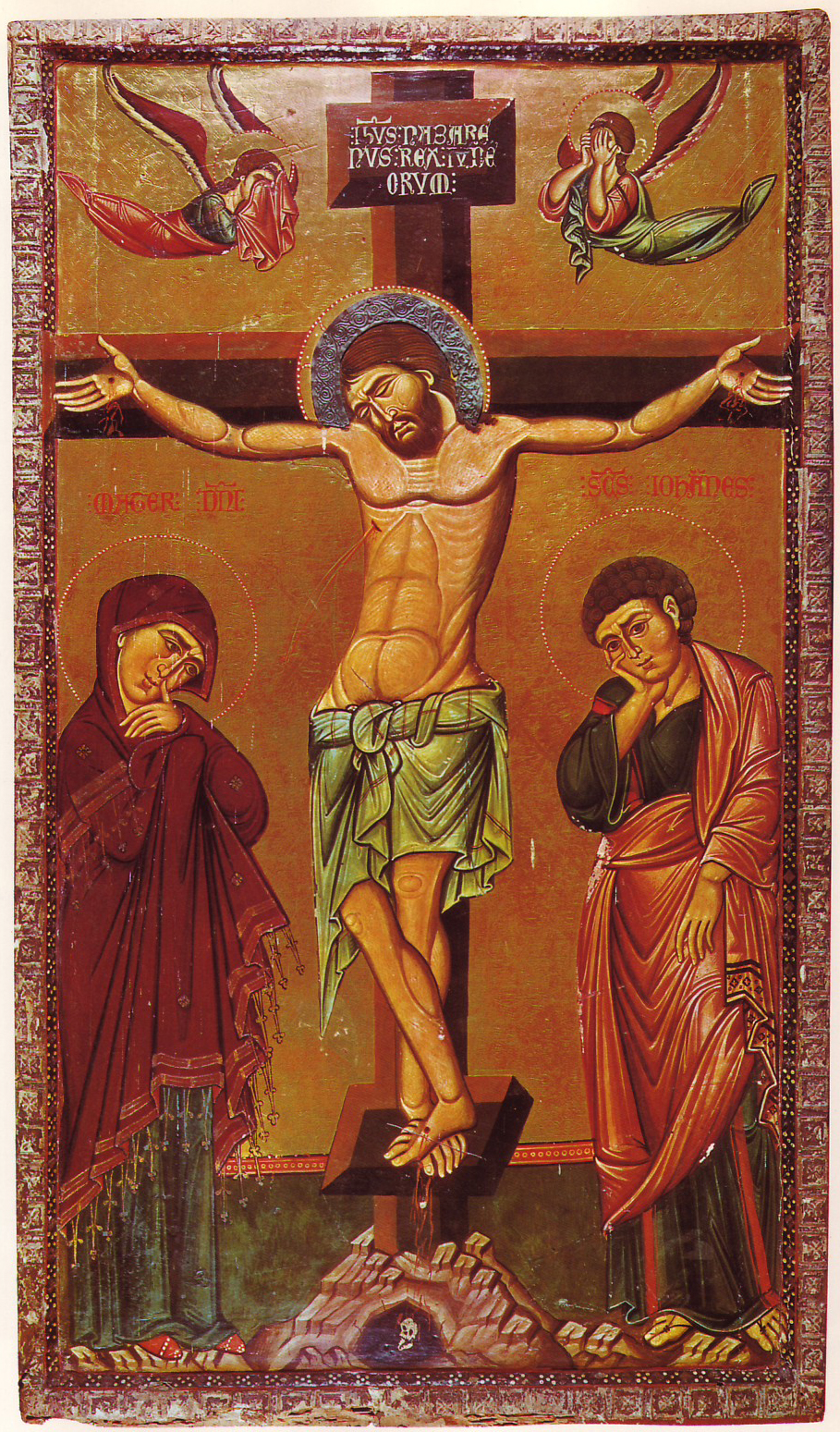
تمثال مصلوب‌شدن، نشان دادن پنج زخم مقدس (قرن سیزدهم، دیر کاترین مقدس، کوه سینا)

در سنت مسیحیت، پنج زخم مقدس (به انگلیسی: Five Holy Wounds) که به آن‌ها پنج زخم روحانی و یا پنج زخم گران‌بها نیز گفته می‌شود، پنج زخم سوراخ کننده‌ای هستند که عیسی مسیح هنگام مصلوب‌شدن، متحمل گردید. این زخم‌ها در عبادات‌های ویژه‌ای، به ویژه در اواخر قرون وسطی، مورد توجه بوده‌اند و اغلب در موسیقی و هنر کلیسایی بازتاب یافته‌اند.

## زخم‌ها
- دو عدد از زخم‌ها از طریق میخ، بر روی دست و یا مچ دست عیسی بودند.
- دو عدد از زخم‌ها از طریق میخ(ها)، بر روی پاهای وی بودند.
- زخم نهایی در کنار قفسه سینه عیسی بود، جایی که طبق عهد جدید، بدن او توسط نیزه مقدس سوراخ شد تا مطمئن شوند که او مرده است. گرچه انجیل جهت این زخم را مشخص نکرده‌است، اغلب در آثار هنری مرسوم است این زخم در سمت راست قفسه سینه ترسیم شود، هرچند در برخی آثار نیز، بخصوص آثار روبنس، این زخم در سمت چپ تصویر شده است.